# Gildeplein (Rosmalen)
Het Gildeplein is een plein in het centrum van Rosmalen. Het Gildeplein ligt aan de spoorlijn Tilburg - Nijmegen, bij de overweg tussen de Burgemeester Woltersstraat en de Molenstraat. Dit is een ontsluitingsweg voor het centrum van Rosmalen in de richting van Berlicum.
Het plein is vernoemd, omdat de verschillende gildes die Rosmalen vroeger rijk was, op dit plein hun voorstellingen deden. In de jaren 90 van de 20e eeuw werd hier ook de weekmarkt gehouden en niet op De Driesprong, omdat hier meer ruimte was. Omdat dit plein eigenlijk net buiten het centrum viel, kwamen mensen ook minder naar de markt.
Wel worden er op dit plein regelmatig evenementen gehouden. Zo is er jaarlijks een beachvolleybaltoernooi georganiseerd door de Volleybalvereniging Spirit en werd het plein gebruikt als circusterrein. In augustus wordt hier de Rosmalense Kermis gehouden. Wanneer er geen evenementen worden georganiseerd, is het een parkeerterrein voor een restaurant, dat aan het plein is gevestigd.